# Shah-dynastiet
Shah-dynastiet var Nepals kongehus gennem to og et halvt århundrede fra 1743 til 2008. Gennem denne periode vekslede kongehusets magtposition fra enevældig magtstatus til magtløse positioner som marionetter for andre magtfulde grupper. Men den seneste konges misbrug af sin magtposition resulterede i at et overvældende flertal i det nyvalgte forfatningsgivende parlament besluttede at afskaffe monarkiet under parlamentets første samling den 28. maj 2008.

## Shah-dynastiets konsolidering
Shah-dynastiet konsoliderede sig i det 16. århundrede som herskere af den lille stat Gurkha i den vestlige del af det centrale Nepal. I det 18. århundrede ekspanderede Shah-familien sin kontrol over stadig flere af de mange små kongedømmer Nepal var opdelt i. Det endelige gennembrud skete, da Prithvi Narayan Shah i 1768 erobrede Kathmandudalen, der dengang omfattede tre kongeriger og blev kronet som den første konge for det samlede Nepal. Hans efterkommere udvidede fortsat riget, men efter en hård krig med briterne i 1814-16 blev Nepals ekspansion bragt til endelig afslutning, og Nepal fristede derefter gennem en periode en position, der grænsede til at være en vasalstat i forhold til Britisk Indien.
I 1846 greb Rana-dynastiets grundlægger Jung Bahadur Rana magten gennem en blodig massakre i kongepaladsets gård (Kot massakren), og familiens konstituerede sig efterfølgende som arvelige premierministre og betegnede sig selv som maharajaer. Shaherne vedblev at være konger af Nepal, men uden politisk indflydelse. Først ved Ranaernes fald i 1951 genvandt de magten.

## Rana-dynastiet overtager magten
Under den første Rana-premierministers regeringsperiode konsoliderede han forholdet til England og hans støtte til englænderne i forbindelse med Sepoy-oprøret i Indien i 1857 var med til at sikre en tilbagelevering af enkelte af de landområder, som nepaleserne havde måttet afstå under fredsslutningen med briterne i 1816 (svarende til ca. 2 distrikter i det vestlige lavlandsområde, men blot en brøkdel af de tidligere tabte landområder), samt en langsigtet aftale om leverance af Gurkha-soldater til den britiske hær i Indien, en aftale, der fortsat sikrer at der er nepalesere i såvel den indiske som i den britiske hær. Jung Bahadur Rana drog på en Europa-rejse, hvor han som den første østerlandske statsleder var dronning Victorias gæst og prinsen eller maharajaen af Nepal var en yderst populær skikkelse i selskabslivet i London. Jung Bahadur lærte meget under sin rejse, og udarbejdede efterfølgende et imponerende lovsæt for Nepal Muluki Ain (Landets Lov) i 1854, baseret på de britiske principper om retssikkerhed tilpasset de nepalesiske forudsætninger.
Gennem disse handlinger sikrede Ranaerne at Nepal opretholdt sin selvstændighed kombineret med en selvpålagt isolation, hvor al kontakt med omverdenen var stort begrænset til Rana-familiens aktiviteter. Kongerne blev accepteret, men de var udelukkende paradefigurer.
Splittelser inden for Rana-familien resulterede i at mange Rana-premierministre først og fremmest tilegnede sig hvad de formåede, mens de sad på magten. Styreformen degraderede og blev i stadig større udstrækning et skatteudplyndrings og undertrykkelsesregime uden rettigheder til hovedparten af befolkningen.

## Kong Tribhuvan genvinder Shah-dynastiets magtposition
Da den unge Tribhuvan blev konge som 5-årig i 1911 lykkedes det at få udenlandsk assistance til hans uddannelse, og senere fik han tilladelse til at rejse til bl.a. Kolkata (tidligere Calcutta) i Indien – under dække af at skulle på lægebesøg. Her fik han kontakt til nepalesiske eksilpolitikere (eksempelvis brødrene Koirala, B.P. Koirala og G.P. Koirala), der var flygtet til Indien fra Ranaerne i Nepal. Her havde de bidraget til kampen for den indiske selvstændighed, og da den var opnået vendte de atter blikket tilbage mod Nepal.
Kong Tribhuvan blev tændt for kampen for demokrati, og i 1950 lykkedes det ham sammen med familien at flygte ind på den indiske ambassade i Kathmandu, hvorfra de blev fløjet til Indien. Kongens næstældste barnebarn, den da 4-årige prins Gyanendra kom ikke med på flugten, og han blev efterfølgende kronet som konge af Ranaerne, en status han opretholdt i 2 måneder indtil Kong Tribhuvan og resten af kongefamilien vente tilbage til Kathmandu, hvor Ranaerne i mellemtiden havde opgivet deres magtposition.

## Eksperimenter med demokrati i Nepal
Det lykkedes aldrig for kong Tribhuvan at realisere sine løfter om demokrati, og da hans søn Mahendra efterfølgende kom til magten, var der ikke nogen god kemi mellem den nye konge og den dominerende politiske skikkelse, den ældste af Koirala-brødrene Bishweshwar Prasad Koirala. Nepal fik dog en ny demokratisk forfatning i 1959 og der blev afholdt valg, hvor Kongrespartiet fik absolut flertal og B.P.Koirala blev premierminister. Det holdt blot 1½ år, hvorefter kong Mahendra gennemførte et statskup og arrestede i dusinvis af politiske ledere, opløste regering og parlament, hvorefter resten af de politiske ledere "gik under jorden" eller flygtede til Indien.
Efter en "tænkepause" indførte kong Mahendra i 1962 et partiløst politisk system baseret på folkevalgte lokalråd (panchayats) og indirekte valg opefter i systemet. Systemet blev betegnet Panchayat-systemet og systemets partiløse form var baseret på at ingen måtte indgå i nogen former for partilignende samarbejde. Panchayat-systemet blev tilknyttet kontrolinstanser under overvågning af bl.a. kronprinsen, den efterfølgende kong Birendra, og antog gradvis karakter et et-parti lignende partiløst system.
Modstanden mod systemet voksede, men respekten for kongen og kongefamilien var enorm. Kong Mahendra havde efter sin magtovertagelse set lysbilleder fra det næsten ufremkommelige land fra en af de få udenlandske rådgivere, den schweiziske geolog Toni Hagen, der som en af de ganske få havde vandret i tusindvis af km gennem Nepal, hyret af Ranaregimet i dets sidste dage (i håb om at han kunne finde guld og ædle stene i Himalaya) og senere af FN. Mahendra besluttede at det var på tide at han tog på rejse i "sit eget land", og han besluttede herefter at foretage en månedlang rejse (til fods, der var ingen veje) hvert forår og efterår til skiftende dele af landet. Rejserne udviklede sig til en fast tradition, som fortsatte uden ophold også under kong Birendra indtil tragedien i kongepaladset indtrådte den 1. juli 2001, og rejserne var med til at opretholde myterne og respekten om kongefamilien.

## Demokratibevægelsens opgør med kongemagten
Forinden havde demokratibevægelsen i Nepal sikret en demokratisk genetablering i 1990, hvor Kong Birendra efter 50 dages demonstrationer opgav at opretholde sin enevældige magtposition. En demokratisk forfatning blev udarbejdet og implementeret og kongen holdt sig så meget i baggrunden, at det gav anledning til debat og kritik. Specielt gav konflikten med maoisterne (Communist Party of Nepal (Maoist)) anledning til en stadig voldsommere debat, og regeringens og det traditionelle politiske systems vanskeligheder med at løse konflikten gav bl.a. støtte til en argumentation for at der var behov for en stærk mand i Nepal.
Efter tragedien i 2001, hvor hovedparten af Nepals kongefamilie mistede livet, vendte Gyanendra atter vente tilbage til magten som konge (han havde været konge i 2 mdr. som 4-årig). Meget hurtigt herefter grundlagte han en fundamental ændring af kongehusets politiske strategi. Kong Gyanendra – som havde meget tætte forbindelser til militæret, hvor han før 1990 havde indtaget en lederposition – forsøgte nu, i kraft af sin alliance med hæren, at indtage positionen som den stærke mand, men han (og hans familie) havde langt fra den samme folkelige appeal som hans bror, kong Birendra havde haft, kombineret med at mange nepalesere anså tragedien i kongepaladset for at være et komplot iværksat af netop Gyanendra.
Kong Gyanendra voldsomme fremfærd var ikke tilstrækkeligt til blot tilnærmelsesvist at kunne tilvejebringe en militær sejr over maoisterne, og i stedet var hans handlinger med til at forene maoisterne og de traditionelle politiske partier samt bringe denne nyetablerede alliance i overensstemmelse med den folkelige opinion. Hans metoder bestod i at erklære undtagelsestilstand og selv overtage magten og sammen med sine egne allierede agere uden hensyntagen til eksisterende love og forordninger. Han kom sluttelig i konflikt med Nepals Højesteret, som underkendte flere kongelige forordninger og handlinger, og i april 2006 resulterede en bred folkelig opstand i at kong Gyanendra opgav sin enevældige fremfærd.

## Monarkiets afvikling
Samtidig betød det også at monarkiets dage var ved at være talte. Maoisterne og de øvrige politiske partier havde allerede på dette tidspunkt indgået en fredsaftale uden om kongen og hans marionetregering om en fremtidig demokratiske genetablering, som indebar en sandsynlig afskaffelse af monarkiet, og i henhold til aftalen blev Kong Gyanendra frataget alle magtbeføjelser, herunder positionen som statsoverhoved, som midlertidig blev overdraget premierminister Girija Prasad Koirala.
Som en del af denne aftale blev der den 10. april 2008 afholdt valg til et forfatningsgivende parlament. Maoisterne vandt en overvældende jordskredssejr, og manifesterede sig suverænt som landets største parti. Under den første samling vedtog parlamentet med overvældende flertal den 28. maj 2008 at afskaffe monarkiet og erklære Nepal for en republik. Gyanendra fik herefter en måned til sammen med sin familie at flytte fra kongepaladset til en privatbolig, hvorfra han formentlig fortsætter den tilværelse som foretningsmand han indtog før han blev konge i 2001.

## Konger af Shah-dynastiet
- Prithvi Narayan Shah, konge 1743-75
- Pratap Singh Shah, 1775-77
- Rana Bahadur Shah 1777-1799
- Girvan Yudha Bikram Shah (1799-1816)
- Rajendra Bikram Shah (1816-1847)
- Surendra Bikram Shah (1847-1881)
- Prithvi Bir Bikram Shah (1881-1911)
- Tribhuvan Bir Bikram Shah (1911-1955)
- Mahendra Bir Bikram Shah (1956-1972)
- Birendra Bir Bikram Shah Dev (1972-2001)
- Dipendra Bir Bikram Shah Dev (2001)
- Gyanendra Bir Bikram Shah Dev (2001-2008)